# اسکوتلوسور
اسکوتلوسورئوس (Scutellosaurus) گونه‌ای منقرض شده از دایناسورها می‌باشد که حدود ۱۹۶ میلیون سال پیش در دوره آغازین ژوراسیک در آریزونای امروزی می‌زیسته‌است. اسکوتلوسورئوس در کلاد زره‌پوشان طبقه‌بندی می‌شود. اسکلیدوسور و ایمائوسور از نزدیک‌ترین گونه‌ها به اسکوتلوسورئوس است. این‌گونه جزء دایناسورهای چهارپا به‌شمار می‌رود. اسکوتلوسورئوس یکی از کهن‌ترین نمونه‌های دایناسورهای زره‌پوش و اساسی‌ترین ساختار کشف شده تاکنون است. اسکوتلوسورئوس جثه‌ای کوچک و سبک داشت و در خشکی زندگی می‌کرد. این دایناسور گیاه‌خوار بود و تا حدود ۱/۱۷۵ متر رشد می‌کرد.